# Josef Nesvadba
Josef Nesvadba , né le 19 juin 1926 à Prague et mort le 26 avril 2005  à Prague, est un écrivain, un traducteur et un médecin-psychiatre tchèque.

## Biographie
Fils d'enseignants, il suit des cours dans un lycée anglais, puis fait des études pour devenir psychiatre. Sa connaissance de l'anglais lui permet de travailler aussi comme traducteur. Il écrit des scénarios pour le cinéma, tout en travaillant comme psychiatre à Teplice.
Il a écrit plusieurs pièces de théâtre, dont Budou žít, sur l'Occupation. Il a écrit des livres de science-fiction, comprenant parfois des motifs autobiographiques, comme Tajná zpráva z Prahy. Il reprend le personnage du capitaine Nemo dans un de ses recueils de nouvelles.
En 1983, il a reçu le titre d'artiste émérite.

## Œuvres

### Pièces de théâtre
- Výprava do Oceánie, écrit en 1949, créé en 1950
- Ocelový kruh
- Ráno, créé en 1948
- Budou žít, créé en 1949
- Svárov, 1950
- Tři podpisy, 1954
- Zásnuby barona Liebiga, créé en 1956
- Mimořádná událost, 1956

### Recueils de nouvelles
- Tarzanova smrt, 1958.
- Einsteinův mozek, 1960 (contient les nouvelles Einsteinův mozek, Blbec z Xeenemünde, Poslední cesta kapitána Nema, Vynález proti sobě et Ztracená tvář). Traduction : Le cerveau d'Einstein, les Éditeurs français réunis, 1964.
- Výprava opačným směrem, 1962 (contient les nouvelles Výprava opačným směrem, Upír ltd., Jak zemřel kapitán Nemo, Druhý ostrov dr. Moreaua et Anděl posledního soudu)
- Poslední cesty kapitána Nema, 1966
- Tři dobrodružství, 1972.
- Minehava podruhé, 1981
- Řidičský průkaz rodičů, 198

### Romans
- Dialog s doktorem Dongem, 1964
- Bludy Erika N., 1974
- Tajná zpráva z Prahy, 1978
- Hledám za manžela muže, 1986
- Peklo Beneš, 2002
- Hledám za manžela muže, 1986

### Scénarios de films
- Blbec z Xeenemünde, 1962
- Tarzanova smrt, 1962
- Ztracená tvář, 1965
- Zabil jsem Einsteina, pánové, 1969
- Pane, vy jste vdova, 1970
- Slečna Golem, 1972
- Tajemství zlatého Buddhy, 1973
- Zítra vstanu a opařím se čajem, 1977
- Kam zmizel kurýr, 1981
- Upír z Feratu, 1982
- Bambinot (série télévisée)